# Jean-Louis Vidal
Jean-Louis Vidal (1950) è un ex sciatore alpino francese.

## Biografia
Sciatore polivalente, Vidal vinse il titolo nazionale francese nello slalom speciale nel 1973; in Coppa del Mondo esordì il 15 marzo dello stesso anno a Naeba nella medesima specialità classificandosi 13º e tale risultato sarebbe rimasto il migliore di Vidal nel massimo circuito internazionale, nel quale prese per l'ultima volta il via il 19 gennaio 1974 a Wengen in discesa libera (54º). Non prese parte a rassegne olimpiche o iridate.

## Palmarès

### Campionati francesi
- 1 oro (slalom speciale nel 1973)[1]